# Pont de l'Øresund
 (septembre 2011).
Si vous disposez d'ouvrages ou d'articles de référence ou si vous connaissez des sites web de qualité traitant du thème abordé ici, merci de compléter l'article en donnant les références utiles à sa vérifiabilité et en les liant à la section « Notes et références ».
Le pont de l'Øresund, avec son prolongement par une île puis un tunnel, relie les villes de Malmö en Suède et de Copenhague au Danemark. Ce pont est à deux niveaux : sur la partie supérieure se trouve l'autoroute E20, et sur la partie inférieure la ligne ferroviaire Copenhague-Malmö. Le nom officiel de l'ensemble, Øresundsbron, est un compromis entre les orthographes danoises et suédoises : Øresund (danois) ou Öresund (suédois) est le nom du détroit entre la Suède et le Danemark, et broen (danois) ou bron (suédois) signifie « le pont ».
Le pont traverse la frontière, mais en raison de l'Union nordique des passeports et, plus récemment, des accords de Schengen, il n'y a pas de contrôle d'identité à son franchissement. Depuis janvier 2016, la Suède contrôle toutes les personnes qui y entrent, mais pas dans le sens contraire.

## Nom du pont
En Suède et au Danemark, on écrit respectivement Öresundsbron et Øresundsbroen. La compagnie gestionnaire du pont [réf. souhaitée] insiste pour utiliser l'orthographe Øresundsbron, un compromis entre les deux langues, comme un symbole d'unité culturelle de la région.

## Histoire

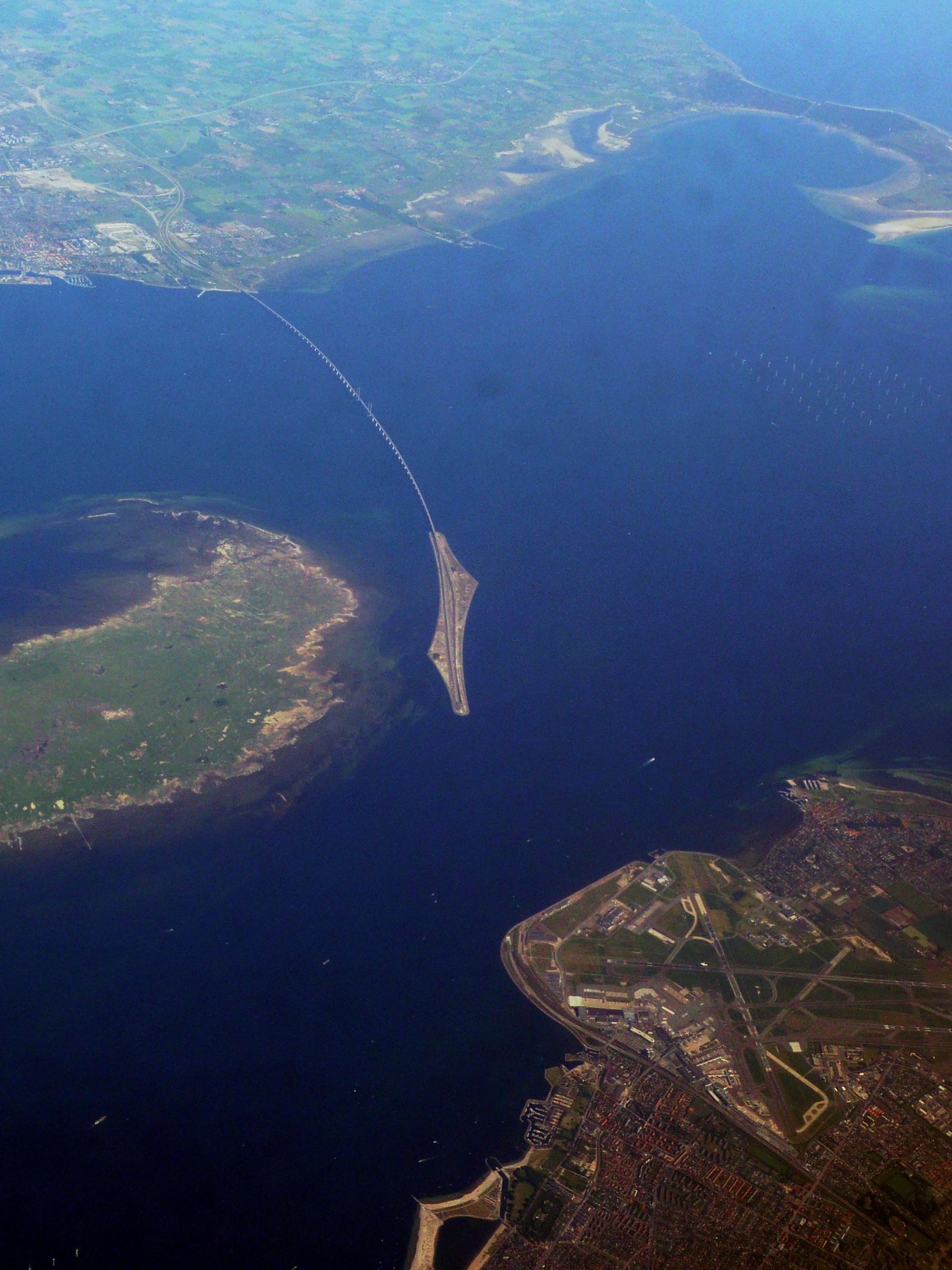
Photo aérienne du pont de l'Øresund avec l'aéroport de Copenhague au premier plan, Malmö en arrière-plan et l'île de Saltholm.

La construction a commencé en 1995 et s'est achevée le 14 août 1999. Le prince Frederik du Danemark et la princesse Victoria de Suède ont participé à la cérémonie de fin du chantier au milieu du pont. L'inauguration officielle a eu lieu le 1er juillet 2000, présidée par la reine Marguerite II de Danemark et le roi Charles XVI Gustave de Suède. Le pont a été ouvert un peu plus tard dans la journée au trafic.
Avant l'inauguration, 79 871 coureurs ont emprunté le pont dans le cadre d'un semi-marathon entre Amager au Danemark et la Scanie en Suède le 12 juin 2000, trois mois après l'achèvement du pont.
Le trafic initial s'est avéré inférieur aux prévisions, ce qui a été attribué au prix élevé de la traversée. Cependant entre 2005 et 2006, il a crû fortement, probablement à la suite de l'augmentation du nombre de Danois qui achètent leur maison en Suède en raison d'un prix de l'immobilier plus faible, et continuent de travailler au Danemark.
En 2008, le prix de la traversée était 260 DKK, 325 SEK ou 36,30 €. Des réductions de 75 % sont possibles pour les usagers réguliers.
En 2007, le pont a été emprunté par près de 25 millions de personnes : 15,2 millions en voiture ou en bus et 9,6 millions en train.

## Caractéristiques de l'ouvrage

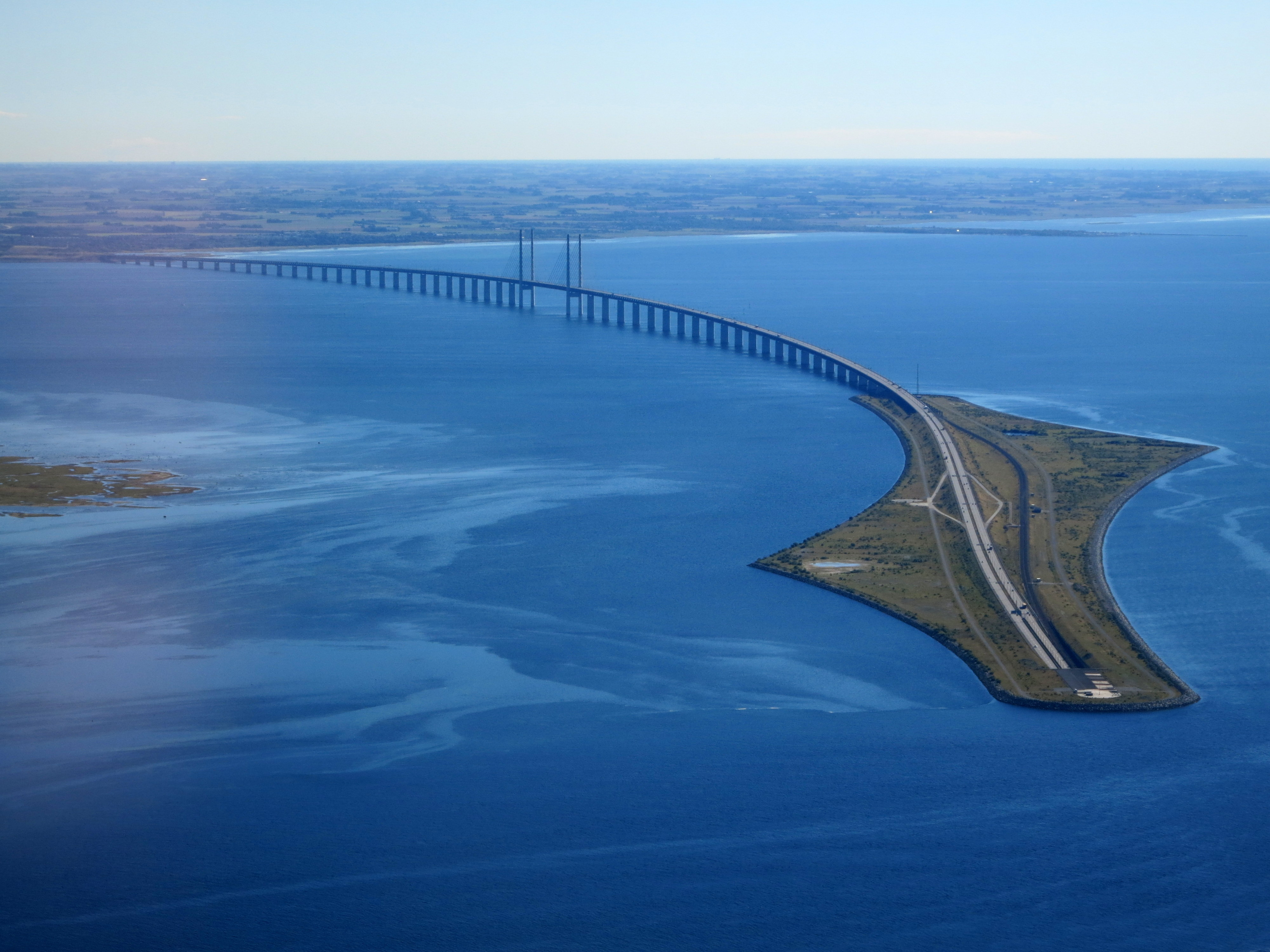
Le pont de l'Øresund, l'île artificielle de Peberholm et le tunnel Drogden.

### Le pont
Le pont, dont l'architecture a été conçue par Georg Rotne et la structure par Arup, possède l'un des plus longs tabliers suspendus par haubans au monde, avec 490 m de long. Sa longueur totale est de 7 845 m (dont 1 092 m suspendus à 160 câbles, à 61 mètres au-dessus de la mer), la moitié de la distance Danemark-Suède, sa masse totale est de 82 000 tonnes.

Il est constitué de quatre pylônes mesurant 204 m, composés chacun de deux jambes reliées entre elles par une poutre transversale juste en dessous de la chaussée.

Le tirant d'air maximal est de 57 m mais la plupart des bateaux passent au-dessus du tunnel.
La frontière est à 2,5 km de l'ouest et 5,3 km de l'est du pont. La voie ferrée (double voie) est sous l'autoroute à quatre voies.

Au-dessus du tablier, l’espace est totalement dégagé pour deux raisons : 
1. Préserver l’aspect pur et élancé du pont.
2. L’absence de poutre transversale au-dessus du tablier confère une plus grande flexibilité aux pylônes et, si un avion devait percuter le pont, le choc aurait un moindre impact sur le reste du pont qui aurait alors plus de chances de résister.

### Sa construction
La construction des pylônes a débuté à terre. Les fondations sont construites en cale sèche. Chacune d’elles a une surface de 1 350 m2, pèse 18 000 tonnes et mesure 23 m de haut. Le détroit de l’Öresund n’est profond que de 8 m, il est impossible d’acheminer les fondations par flottaison. Il faut cependant les acheminer, mais aucun bateau n’en est capable. Les ingénieurs vont en construire un en reliant deux barges entre elles. Arrivées au-dessus de leur emplacement, les fondations sont descendues dans un puits préalablement creusé au fond de la mer.
Les travées à double tablier sont montées au sol. Chacune mesure 140 m de long, 23 m de large, c’est une immense structure d’acier et de béton.
Le tablier a été assemblé à partir de plusieurs segments de 5 500 tonnes chacun. La plus grande grue flottante du monde a été utilisée pour amener chaque segment à 60 m au-dessus de la mer. Chaque segment amené près du pylône est câblé. Quarante haubans sont ancrés à chaque jambe du pylône. Le pont en compte 160, soit 1 950 tonnes de câbles.

### L'île artificielle de Peberholm
Cette île artificielle a été créée pour faire la transition entre le pont et le tunnel. Elle fait 4 km de long et par endroits quelques centaines de mètres de large. Elle est sur le territoire danois et est devenue une réserve naturelle inhabitée.

### Le tunnelDrogden

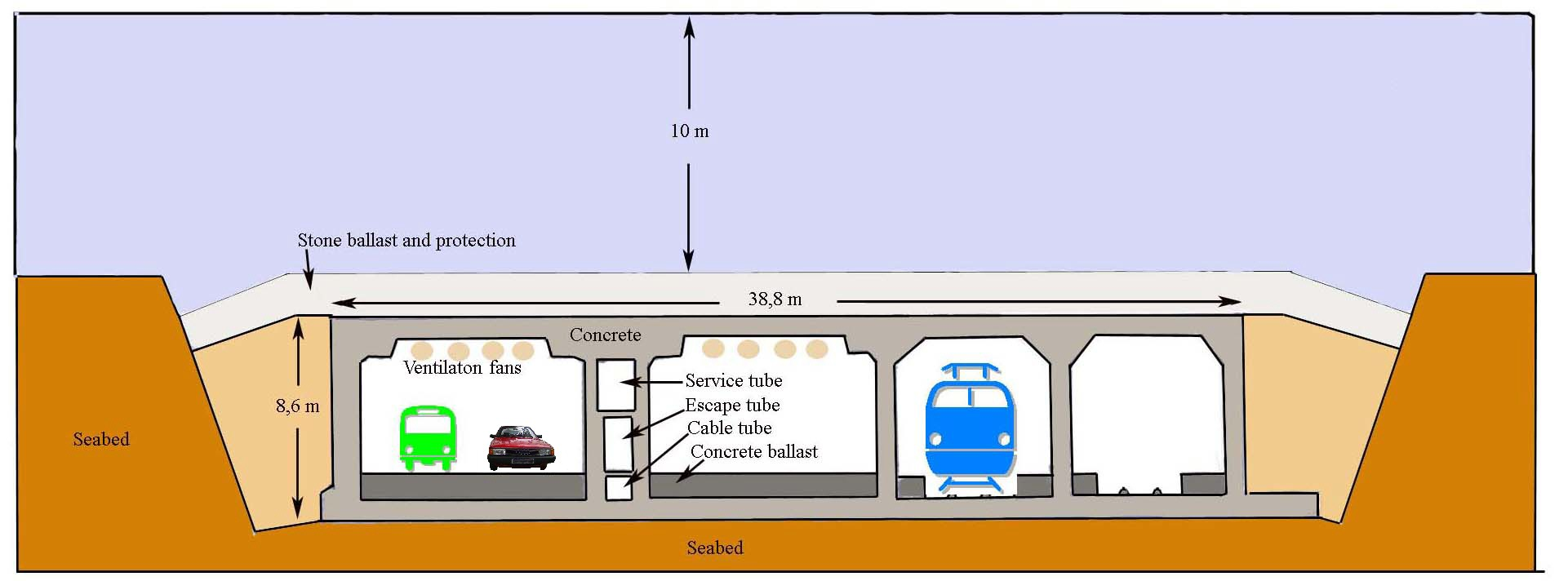
Vue en coupe du tunnel.

Il fait 4 050 m de long dont 3 510 mètres sous l'eau et 270 mètres de tunnels d'accès. Le choix d'un tunnel plutôt qu'un pont pour cette partie de l'Öresund a été imposé par la proximité de l'aéroport de Copenhague, donc des éventuels risques d'accidents aériens.

## Trafic ferroviaire
Le transport de voyageurs est opéré conjointement par la société suédoise SJ et la société dano-écossaise DSB-First entre autres. Il a fallu commander du matériel bicourant pour les relations Copenhague-Malmö-Sud de la Suède. La SJ propose des liaisons en X2000 et des trains InterCity passant par le pont à destination de Göteborg ou Stockholm. Une gare près de l'extrémité Ouest du lien permet de desservir l'aéroport de Copenhague. Il y a un train toutes les 20 minutes environ dans la journée et un toutes les heures la nuit pour chaque direction.
Le chemin de fer est à double voie sur l'ensemble du pont et permet la circulation jusqu'à des vitesses de 200 km/h. La vitesse est cependant réduite sur la partie danoise, spécialement dans le tunnel.
Tout le lien est électrifié à 25 kV 50 Hz AC comme au Danemark, la signalisation est suédoise sur le pont et danoise dans le tunnel. La circulation se fait à droite comme au Danemark avec changement de côté à Malmö.

## Coûts
Le coût total de la construction du pont est de 30,1 milliards de couronnes danoises (quatre milliards d'euros) et l'amortissement est prévu pour 2035. La Suède a lancé en plus en 2006 un tunnel ferroviaire complémentaire en Suède qui devrait coûter 9,45 milliards de couronnes suédoises (1,3 milliard d'euros), le Citytunneln, qui est inauguré fin décembre 2010.
Le lien sera entièrement financé par le péage des usagers.
La compagnie qui gère le pont est détenue à parts égales par les gouvernements danois et suédois. Cette compagnie a emprunté l'argent nécessaire à la construction garanti par les États, et les péages sont ses seuls revenus. La croissance récente du trafic a permis à la compagnie de payer plus que les intérêts et donc de commencer à rembourser la dette, ce qui devrait prendre 30 ans.
Cependant les ouvrages annexes au pont ont été financés par de l'argent public, mais ont un intérêt local (desserte de l'aéroport au Danemark et meilleure desserte ferroviaire de Malmö en Suède).

## Projet de métro
En 2013, les deux villes lancent une réflexion commune sur la possibilité de créer une ligne de métro transitant par l'Øresund. La ville de Malmö ne possède pas de ligne de métro, seulement des bus, et Copenhague possède seulement quatre lignes de métro en activité.

## Galerie

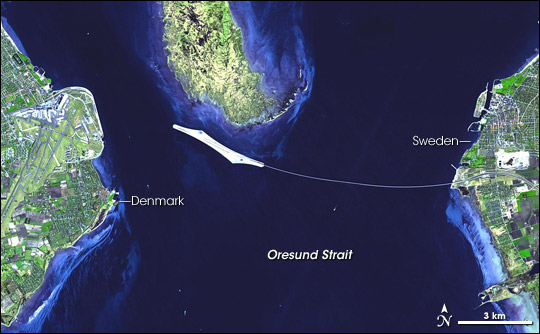
Image satellite du pont.
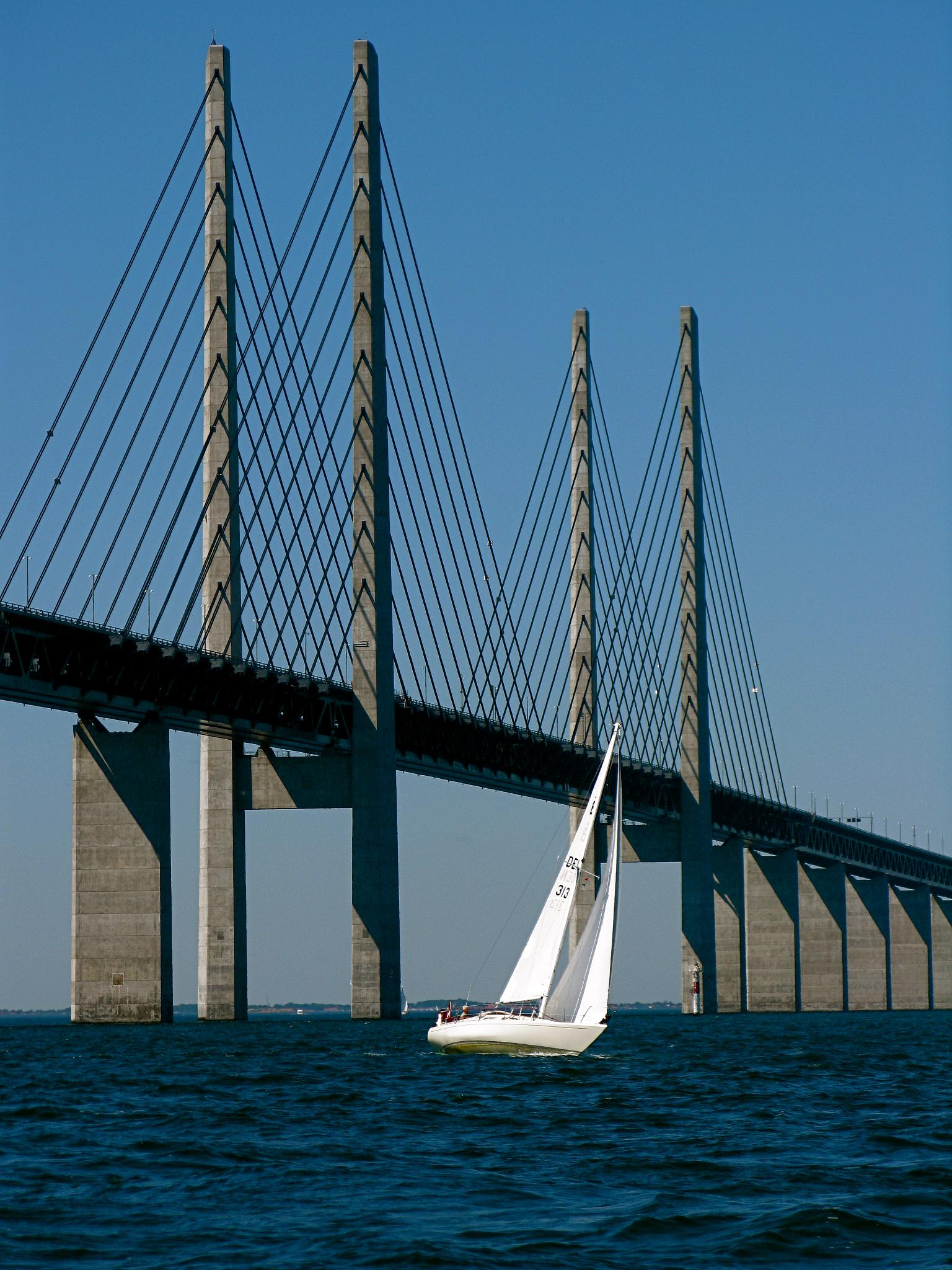
Le pont à haubans.
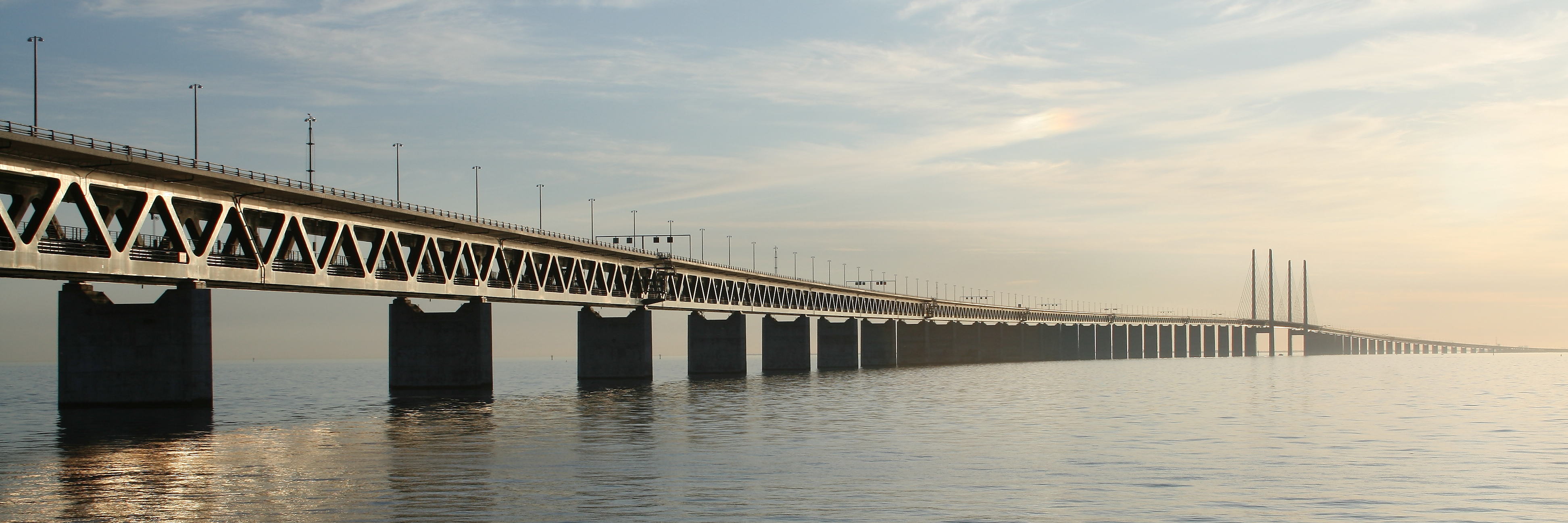
Vue panoramique du pont.
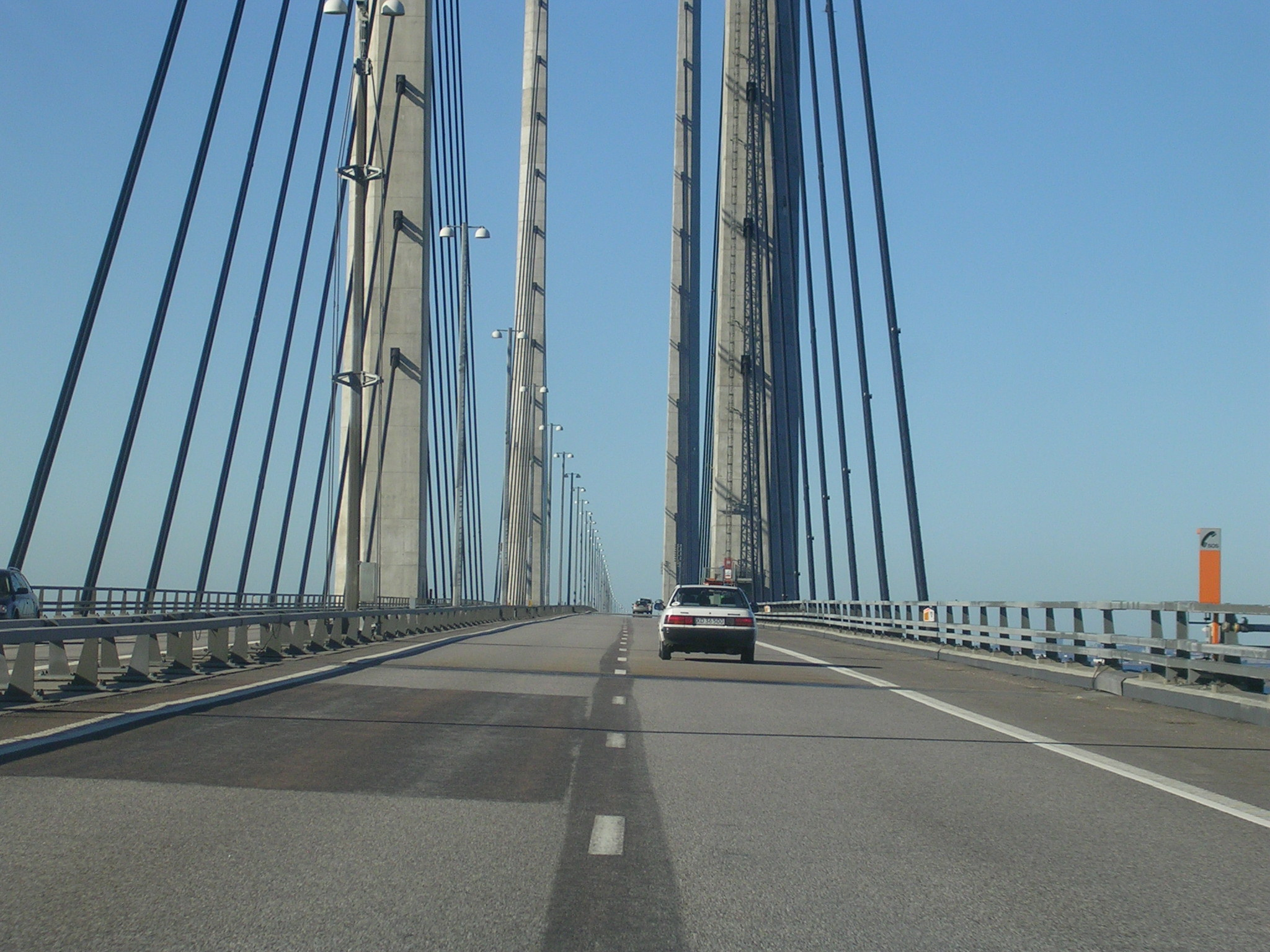
Sur le pont.